# Palazzo della Fraternita dei Laici
Il palazzo della Fraternita dei Laici è uno dei monumenti più importanti della città di Arezzo e si trova in Piazza Grande, di fianco al grande loggiato nella parte alta della piazza che porta il nome del suo progettista, Giorgio Vasari, illustre cittadino di Arezzo. La sua costruzione fu avviata nel 1375 e completata da Giorgio Vasari a metà del XVI secolo. Sul finire del XVIII secolo, il palazzo fu ristrutturato grazie al sostegno del Granduca Pietro Leopoldo di Lorena. Divenuto sede del Tribunale della città per molti anni, dal 2010 ospita il Museo e la sede della Fraternita, con il suo importante archivio storico.

## Storia

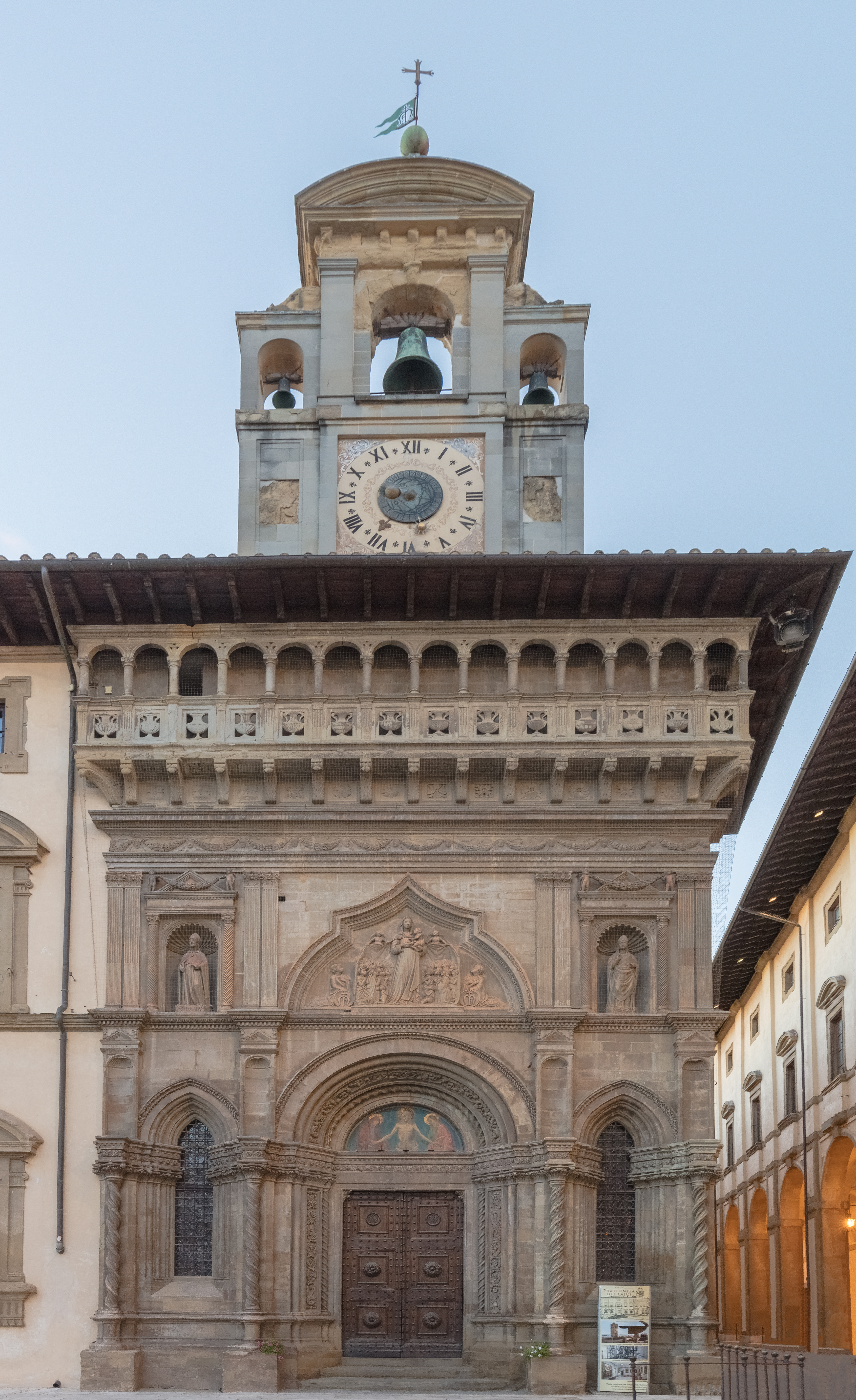
Facciata e portale d'ingresso del palazzo della Fraternita dei Laici, Piazza Grande, Arezzo

La Fraternita dei Laici è ancora oggi un'importante e benemerita istituzione laica aretina. Già attiva nella prima metà del Duecento e nata dalla volontà di un gruppo di persone desiderose di aiutare i poveri e gli infermi, nel 1262 le fu dato uno statuto, per definirne meglio l'attività, per decreto del vescovo condottiero Guglielmino degli Ubertini, ed assunse il nome di Pia Confraternita della Misericordia, configurandosi definitivamente come una congregazione di laici, ma di ispirazione religiosa e di devozione principalmente mariana. Grazie ai numerosi lasciti e donazioni, la Fraternita ha svolto numerosi compiti assistenziali e col tempo ha ottenuto anche il governo di ospedali e ricoveri.
La sua ricchezza le ha permesso anche di finanziare grandi imprese per la città, compreso il pagamento delle logge progettate da Giorgio Vasari nel palazzo adiacente a quello della Fraternita, in Piazza Grande, e la realizzazione della Chiesa dei Santi Lorentino e Pergentino, edificata sulla tomba dei santi lungo l'antica via romana, oggi via Marco Perennio. Nella seconda metà del XIV secolo, la compagnia aretina della Fraternita dei Laici vide crescere la sua importanza all'interno del tessuto cittadino così, grazie al sostegno di importanti benefattori, come l'orafo aretino Paolo Ghiselli e il mercante Lazzaro Bacci, fu deciso di costruire una nuova e prestigiosa sede, e nel 1375 fu avviato il cantiere nella piazza principale della città. La progettazione e costruzione del palazzo della Fraternita fu affidata ai maestri fiorentini Baldino di Cino e Niccolò di Francesco.

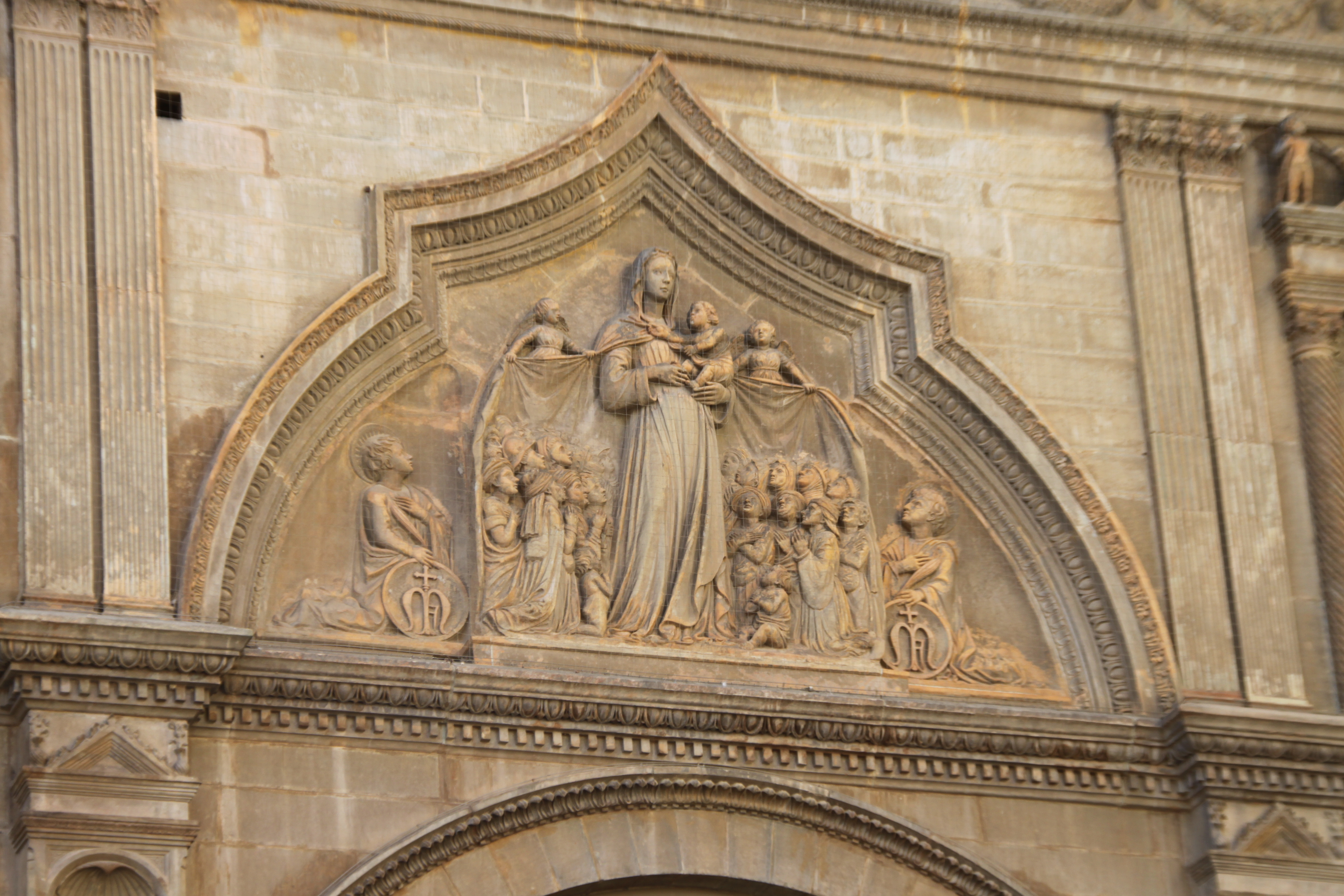
Madonna della Misericordia con i santi Lorentino e Pergentino, di Bernardo Rossellino, gruppo scultoreo in pietra.

Nel 1377 il primo registro della facciata era terminato e i rettori della Fraternita incaricarono Spinello Aretino di ornare la lunetta sopra il portale. Nel 1434 fu collocato al centro della facciata del palazzo il gruppo scultoreo della Madonna della Misericordia di Bernardo Rossellino, successivamente affiancato dalle statue dei santi Donato e Gregorio, opera dello stesso autore. Il 2 febbraio del 1546 la Fraternita chiese al Comune di Arezzo il dono di un'antica campana non utilizzata da tempo. L'idea era di far costruire un campanile sopra la loggetta realizzata da Giuliano e Algozzo da Settignano. I lavori furono diretti da Giorgio Vasari e si conclusero nel settembre del 1550. Nel 1552 fu realizzato l'orologio astronomico che, collegato alle tre campane, scandiva il tempo, ogni quarto d'ora. Oggi, il palazzo è ancora sede della Fraternita dei Laici, e dopo gli interventi di restauro, all'interno del Museo dal 2017 ospita la mostra permanente Tesori di Arezzo. Per molti anni, a partire dal 1786, l'edificio è stato la sede del Tribunale di Arezzo, allora detto della Ruota Civile, fino al 2008 quando fu trasferito in un nuovo stabile fuori dalle mura, permettendo così alla Fraternita di tornare nella sede storica. Il palazzo offre sale per mostre temporanee, al primo piano è conservato l'Archivio storico della Fraternita dei Laici, che conserva la memoria della città, ed è sede della Casa della Musica di Arezzo (CAMU), un istituto di formazione e ricerca musicale che promuove anche attività concertistiche. La realizzazione dell'edificio ha avuto varie fasi di costruzione, partendo da quella gotica (1375-1377), una fase rinascimentale (1433-1460), rappresentata dalla lunetta del portale con la Madonna della Misericordia di Bernardo Rossellino (1435) e il coronamento della facciata realizzato su progetto di Giorgio Vasari nel 1552. 

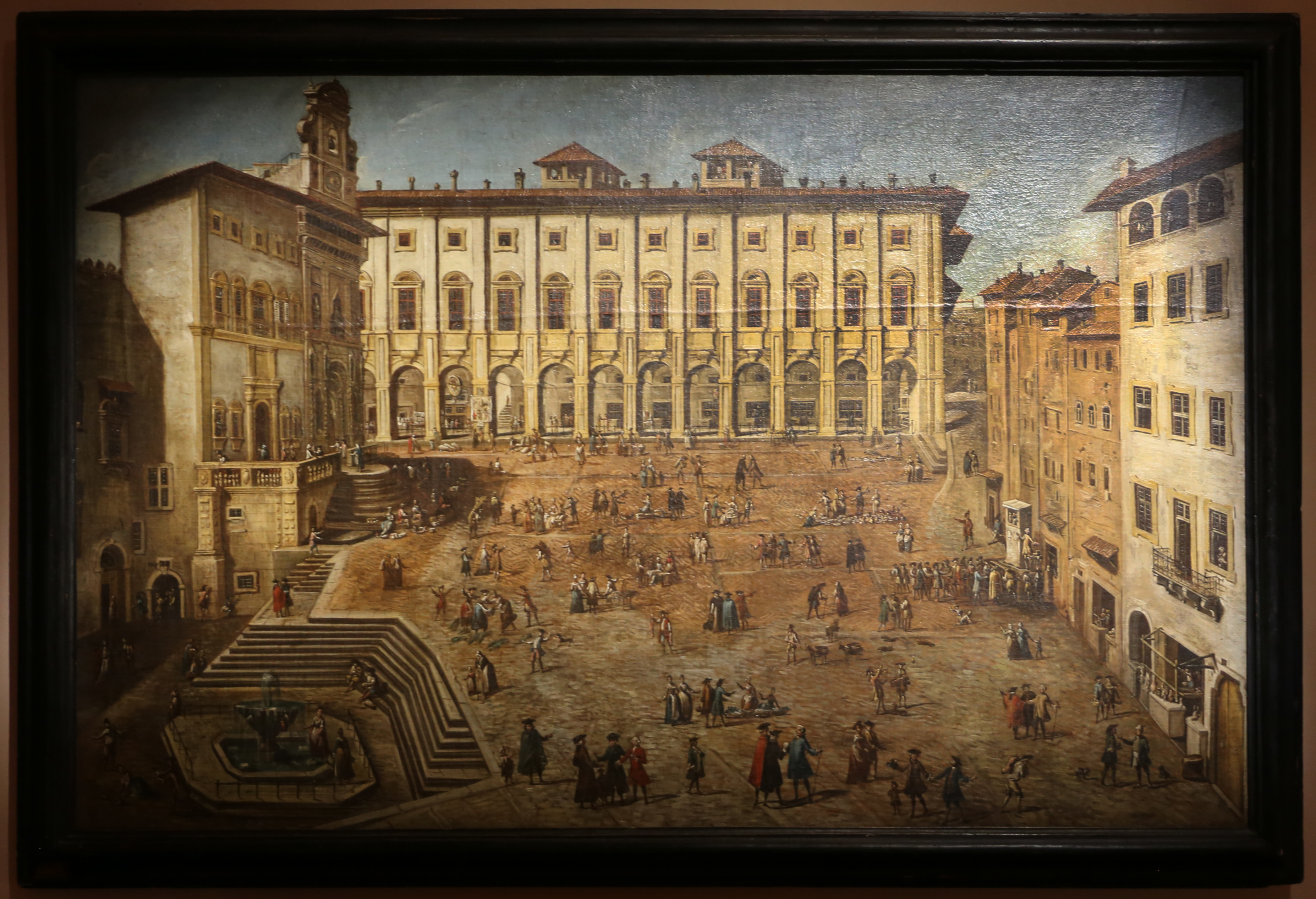
Veduta di Piazza Grande e delle logge (sulla sinistra il palazzo della Fraternita dei laici) XVIII sec. Il dipinto attribuito a Cristoforo Donato Conti è conservato all'interno del Museo della Fraternita (Olio su tela, 102x145 cm)

## Descrizione

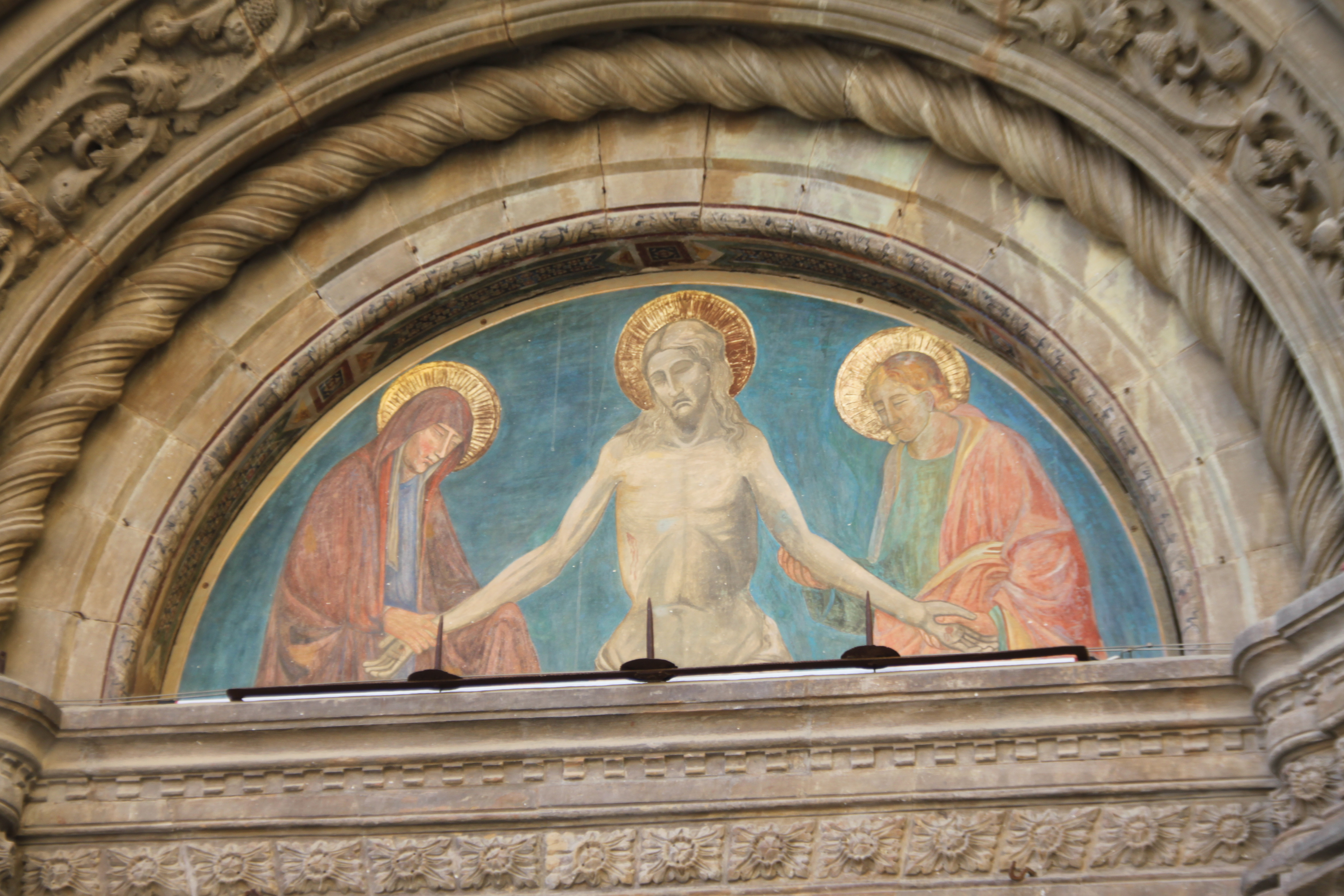
Cristo in Pietà, copia dell'affresco originale di Spinello Aretino. Lunetta del portale del palazzo della Fraternita dei Laici

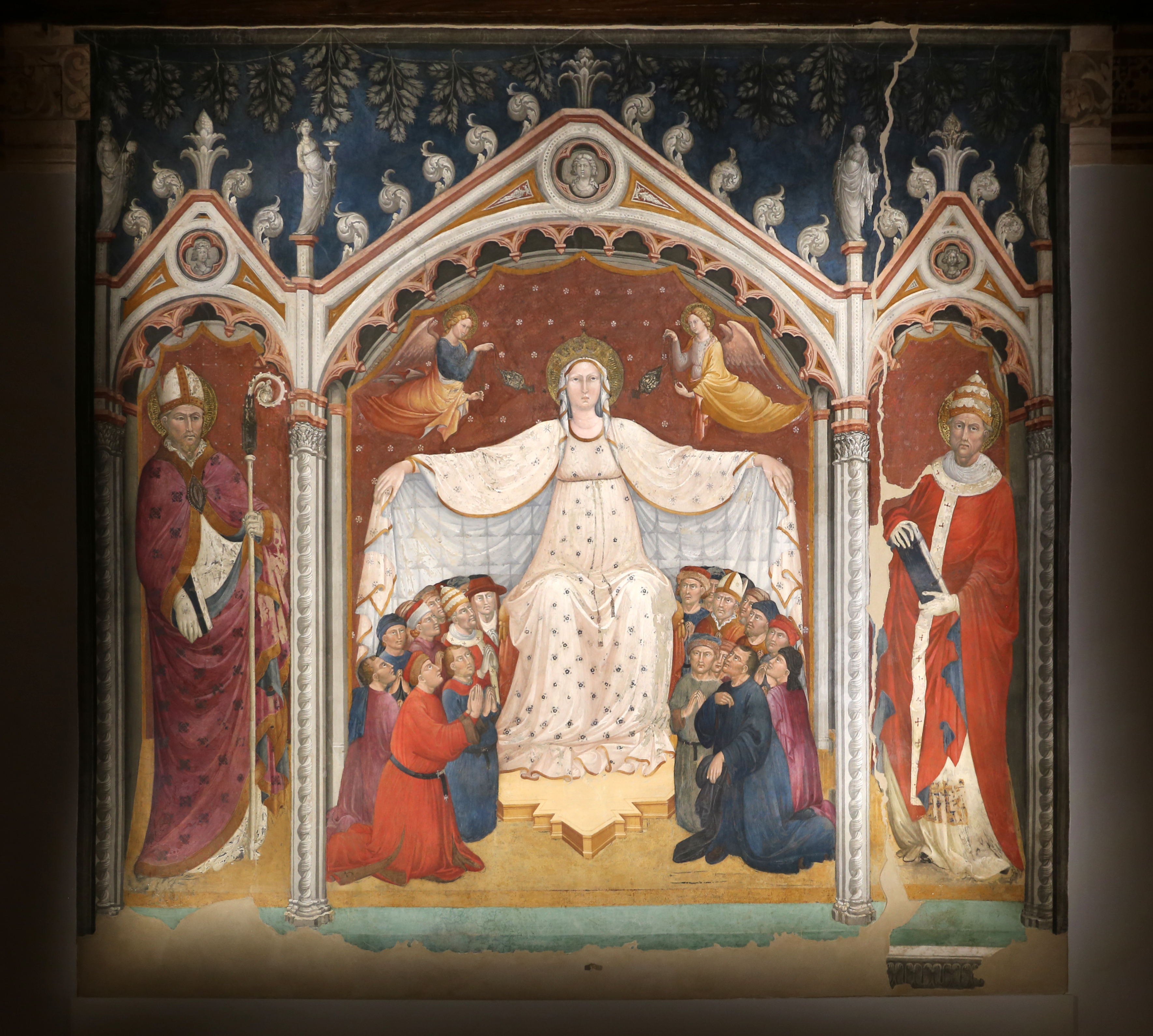
La Maestà o Madonna della Misericordia con i santi Donato e Gregorio (1448) di Parri di Spinello, figlio di Spinello Aretino. L'opera si trova nella sala dell'Udienza del palazzo della Fraternita dei Laici.

Il palazzo della Fraternita dei Laici, con la sua prestigiosa posizione nella piazza principale della città, tra l’abside della Pieve di Santa Maria e le Logge Vasariane, rende evidente l'immagine di prestigio e l'importanza che ha avuto nel tempo l'istituzione della Fraternita. Al centro della facciata si apre un'enorme portale dalla forte strombatura, con due monofore ai lati e sovrastato da una lunetta con una copia dell'affresco Cristo in pietà di Spinello Aretino. L'opera originale fu traslata nel 1952 ed esposta presso il Museo nazionale d'arte medievale e moderna di Arezzo, oggi si trova all'interno dello stesso Palazzo della Fraternita. Sopra la lunetta si trova il gruppo scultoreo in pietra della Madonna della Misericordia con i santi Lorentino e Pergentino realizzato da Bernardo Rossellino. Probabilmente, per dipingere la pala per la Chiesa dei Santi Lorentino e Pergentino, ora custodita al Museo Nazionale d'arte medievale e moderna e commissionata anch'essa dalla Fraternita, Parri di Spinello (o Parri Spinelli), pittore e figlio di Spinello Aretino, s'ispirò proprio alla figura della Vergine del gruppo scultoreo di Rossellino, dove la Madonna è in piedi con il bambino e con il manto retto da due angeli. Lo stesso gesto caratterizza la figura di Maria nel grande affresco della Madonna della Misericordia del 1448 di Parri di Spinello che si trova nella grande sala dell’Udienza al piano terra del palazzo della Fraternita. Una curiosità: per quest'opera il pittore ricevette un compenso di 42 lire e 10 soldi. La figura della Madonna è presente in molte opere commissionate dalla Fraternita. Il potere secolare della Fraternita invoca di continuo la protezione della Vergine, e i personaggi importanti dell'epoca dovevano apparire sotto il suo manto protettivo, è facile riconoscere nei dipinti personaggi influenti, ricchi mercanti e benefattori.

La loggetta con la balaustra dal motivo ad anfora fu aggiunta nel 1460 da Giuliano e Algozzo da Settignano. La vela sommitale disegnata da Vasari, il quale diresse anche i lavori della sua costruzione, che ospita l'orologio e le tre campane, chiude la struttura della facciata del Palazzo di Fraternita. Dietro la vela campanaria c'è un terrazzo panoramico, accessibile ai visitatori del museo, che permette di ammirare i principali edifici del centro storico della città e spingere lo sguardo sulle colline e le vallate circostanti. 

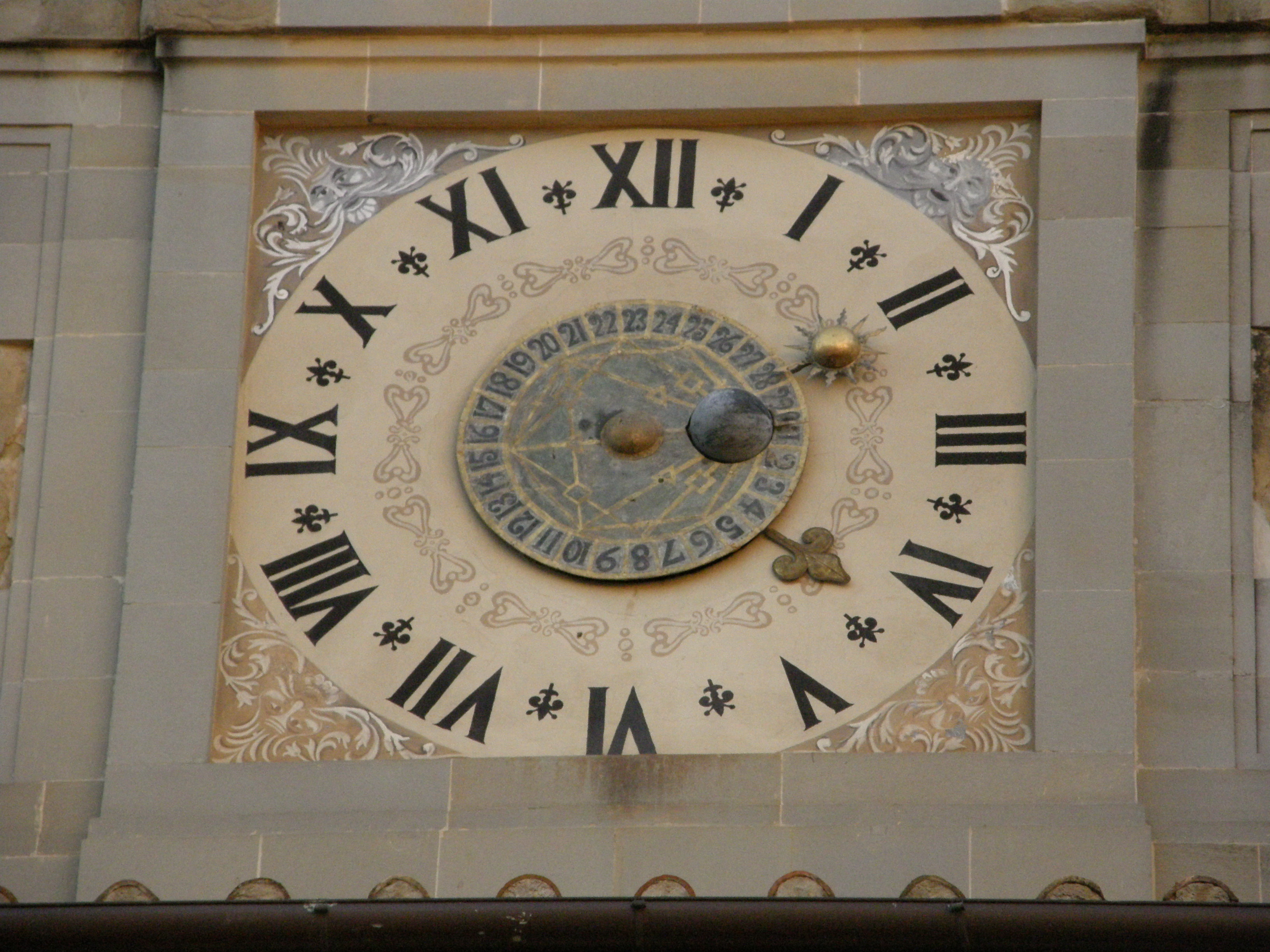
Quadrante orologio, palazzo della Fraternita dei Laici (1552)

### L'orologio astronomico
È uno degli orologi più rari d'Europa, unico in Italia per le sue dimensioni e il tipo di funzionalità. Realizzato nel 1552 dal maestro orologiaio Felice di Salvatore da Fossato è inserito nella vela campanaria progettata dal Vasari, al centro di un sistema di tre campane che l'orologio gestisce attraverso i suoi complessi meccanismi. Dopo una serie di interventi di restauro, il più importante nel 1998 e poi nel 2002, l'orologio ha recuperato tutte le sue funzionalità e dopo quattro secoli ancora oggi mostra la sua bellezza e i suoi straordinari ingranaggi: è di nuovo possibile non solo leggere l'ora ma anche avere dati e informazioni astronomiche, come la posizione del Sole durante il giorno e della Luna nel calendario lunare rispetto alla posizione della Terra posta al centro dell'Universo, secondo la concezione Tolemaica del '500. Per azionarlo è necessario l'intervento manuale che attraverso un sistema di pesi e contrappesi innesca un moto perpetuo. La campana centrale, inserita nel 1578, suona le ore, con un ciclo di sei, e un rintocco alla mezza. Quella a sinistra, la più antica, suona ogni quarto d'ora, e viene raddoppiata nel primo quarto da quella di destra. Il tutto è completato da un raffinato sistema di meridiane che un tempo permetteva di riconfigurare l'ora. 

### Il museo

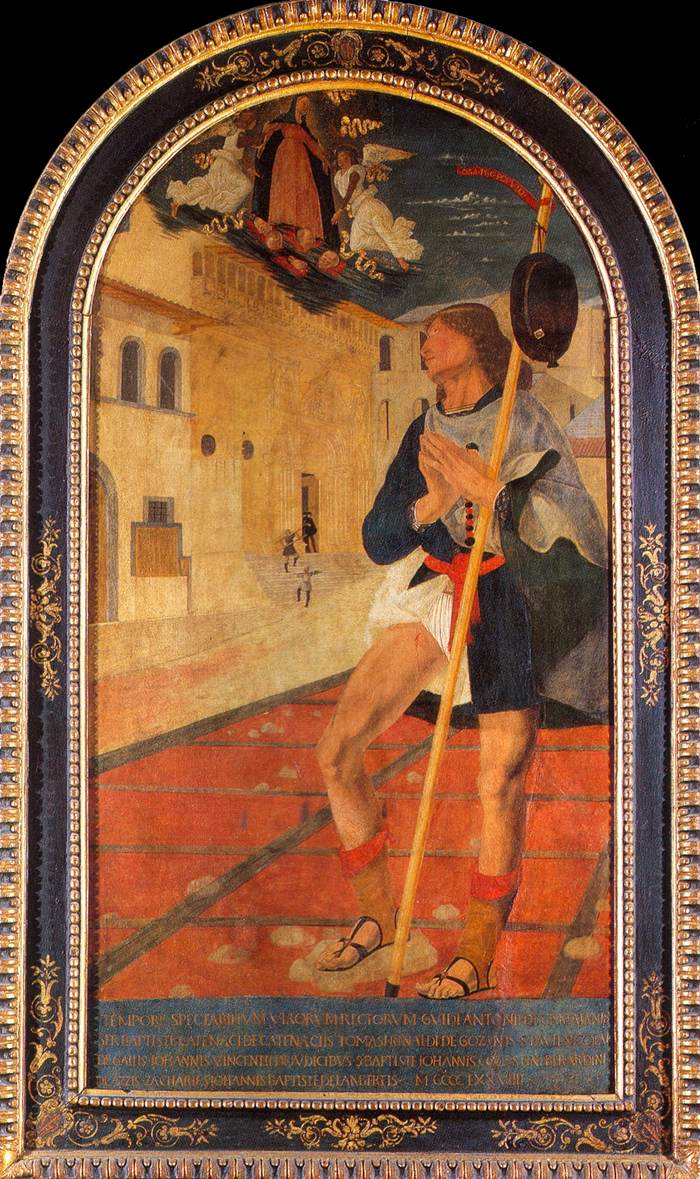
San Rocco davanti al Palazzo della Fraternita (1479), dipinto di Bartolomeo della Gatta

Il percorso espositivo inizia con la Maestà o Madonna della Misericordia con i santi Donato e Gregorio di Parri di Spinello, e poi si trova l'affresco originale della Pietà di Spinello Aretino. Nella sala Torri è collocato un altro affresco staccato della Madonna della Misericordia di Bartolomeo della Gatta. Dopo questa serie di opere pittoriche si accede alle sale dedicate alla mostra permanente i Tesori di Arezzo con numerosi gioielli, pezzi unici di artisti e grandi maestri del design, da Ettore Sottsass a Giò Pomodoro, Dolce e Gabbana, Salvatore Fiume. La mostra è stata inaugurata nel 2017 e per l'inaugurazione fu esposta anche la celebre statua bronzea della Minerva di Arezzo, rinvenuta nella chiesa di San Lorenzo di Arezzo nel 1541, passata nel 1551 alle collezioni granducali, è attualmente conservata al Museo archeologico nazionale di Firenze. Tuttavia, una Minerva si trova ancora nel Palazzo, ai piedi della scalinata nella nicchia di fronte all'ingresso, si tratta di un dipinto con la Pallade Athena o Minerva italica, opera di Angelo Ricci, realizzato nel 1782. Salito lo scalone si accede da un ballatoio al percorso museale, dove sono conservati dipinti, sculture, armature e disegni. Fra le opere più importanti il San Rocco davanti al Palazzo di Fraternita di Bartolomeo della Gatta, dipinto commissionato in ricordo della fine della peste del 1477 e conservato nella grande sala centrale del museo.
Il museo conserva anche le circa 6000 opere della Collezione Bartolini, che sono esposte a rotazione. Sono tutte opere appartenute allo scultore aretino Ranieri Bartolini (1794-1856) e donate alla Fraternita dopo la sua morte. Si tratta di opere di artisti neoclassici con un'importante serie di disegni nel quale è conservato anche lo studio per la Allegoria della Hilaritas (1542) di Giorgio Vasari, un disegno di grande maestria, realizzato come studio preparatorio per l'affresco della sala del Palazzo della Cancelleria a Roma, primo incarico affidato a Vasari. Il disegno è stato ritrovato durante gli ultimi lavori di catalogazione della collezione Bartolini. All'interno del museo, vicino al dipinto Veduta di Piazza Grande (XVIII) attribuito a Donato Conti, è collocato un altro dipinto di grandi dimensioni che raffigura la Pianta del Condotto Vasariano di Arezzo e della Fonte di Piazza, un'opera realizzata dal cartografo Giovan Battista Girelli nel 1696. Ancora oggi, nella Piazza Grande, dietro l'abside della chiesa di Santa Maria della Pieve, è possibile vedere la fontana di piazza alimentata dall'antico acquedotto, anch'essa opera del Vasari.